# IPod classic
L'iPod classic, fino al 5 settembre 2007 noto semplicemente come iPod, è stata la prima linea del lettore musicale prodotto da Apple.
Il suffisso "classic" è stato introdotto nel 2007 per non essere confuso con gli altri modelli di iPod.
Il 9 settembre 2014, Apple, durante la presentazione dei nuovi iPhone 6, iPhone 6 Plus e dell'Apple Watch, ha rimosso definitivamente dallo Store l'iPod classic, decretandone così la sua fine.

## Prima generazione
L'iPod di prima generazione è stato presentato e messo in commercio il 23 ottobre 2001; prima della commercializzazione, era noto col nome in codice di "dulcimer".
La sigla finale del nome è l'abbreviazione di 1st Generation, specifica cioè la prima generazione di modelli di iPod classic.
Originariamente era dotato di un hard disk da 5 GB, in grado di memorizzare 1.000 canzoni in formato MP3 ed era compatibile solamente con i sistemi Macintosh. A differenza degli altri lettori di musica era molto leggero, grazie ad un hard disk da 1.8" ultra sottile prodotto dalla Toshiba, e molto rapido nella gestione della libreria musicale, grazie ad un collegamento Firewire che lo rendeva 35 volte più veloce dei collegamenti USB 1.1.
Per la navigazione nei menu e la gestione delle canzoni veniva utilizzata una rotella scorrevole, posta anteriormente all'apparecchio con un tasto "OK" centrale e 4 tasti ausiliari intorno alla rotella. La durata della batteria era stimata in 12 ore.
Il 20 marzo 2002, Apple ha introdotto un modello da 10 GB compatibile con la vCard, permettendo in questo modo di visualizzare informazioni sincronizzate da un Mac.
Questo iPod nasconde un easter egg: è possibile giocare a Brick, un gioco molto simile a Breakout (videogioco), andando nel menu "About" e tenendo premuto "Select per 5 secondi". Cosa non strana, visto che Steve Jobs e Steve Wozniak avevano partecipato al progetto dello sviluppo della versione arcade di Breakout. I modelli successivi avranno Brick in "Extra" alla sezione "Giochi".

## Seconda generazione
L'iPod di seconda generazione è stato presentato e messo in vendita il 17 luglio 2002.
Seguendo il medesimo stile della prima generazione, venne ridisegnato il tasto "Hold", venne aggiunto un coperchio alla porta Firewire e la rotella meccanica venne sostituita con una touch-sensitive. Vennero inoltre arrotondati gli angoli e i bordi del lettore.
La seconda generazione era disponibile nei modelli da 5, 10 e 20 GB.
Le nuove versioni divennero disponibili anche per l'ambiente Windows. Apple apportò anche delle modifiche al firmware dell'iPod, per fornirlo di limitate capacità PDA. Tra la versione per Windows e la versione per Mac l'unica differenza era il metodo di formattazione dell'hard disk. La versione per Mac utilizzava l'HFS+, mentre quella per Windows la FAT32. I computer Macintosh erano in grado di riconoscere e utilizzare gli iPod Windows, mentre il contrario non era possibile, dato che Windows non era in grado di gestire il file system HFS+.

Nel dicembre 2002, Apple distribuì la prima edizione limitata di iPod, con le firme di Madonna, Tony Hawk o Beck incise nel retro.

## Terza generazione
L'iPod di terza generazione venne presentato e messo in commercio il 18 aprile 2003.
Più sottile del precedente modello, la terza generazione di iPod classic presentava l'introduzione di una ghiera sensibile allo sfioramento. Non essendovi parti mobili, questo iPod risultava essere più resistente e la presenza di polvere o sabbia non rappresentava più un problema come nelle precedenti versioni del lettore. Con questa generazione scomparve anche la differenza tra versione Macintosh e Windows. Adesso Apple vendeva il lettore predisposto per essere utilizzato dagli utenti Macintosh, ma forniva un programma che permetteva agli utenti Windows di riformattarlo per poterlo utilizzare con il loro sistema operativo.
Scomparve la versione da 5 GB e i modelli disponibili rimasero quelli da 15, 20 e 30 GB. Per i modelli da 20 e 30 GB, Apple forniva anche una base (Il Dock) ove riporre l'iPod durante la ricarica della batteria e l'aggiornamento della libreria musicale. Gli utenti Macintosh collegavano il lettore al computer utilizzando il cavo Firewire, mentre gli utenti Windows potevano utilizzare un cavo USB se non disponevano di una porta Firewire. Gli utenti Macintosh utilizzavano il programma iTunes fornito dalla stessa Apple insieme al sistema operativo per gestire il lettore, mentre gli utenti Windows dovevano utilizzare programmi come Musicmatch. Questi programmi non erano pensati per essere utilizzati in combinazione con l'iPod e quindi non erano né semplici da usare quanto iTunes né comodi.
Il nuovo iPod era dotato di tasti retroilluminati per permettere un agevole utilizzo anche in condizioni di scarsa illuminazione.
L'8 settembre 2003, il modello da 15 GB venne sostituito con uno da 20 GB e quello da 30 GB venne potenziato con uno da 40 GB.
Verso la fine di ottobre dello stesso anno, Apple presentò la versione per Windows di iTunes, per consentire anche agli utenti del sistema operativo della Microsoft di utilizzare un programma progettato per essere abbinato con l'iPod. Successivamente, Apple eliminò il modello da 10 GB e immise il modello da 40 GB.

La durata della batteria venne ridotta a 8 ore.

## Quarta generazione

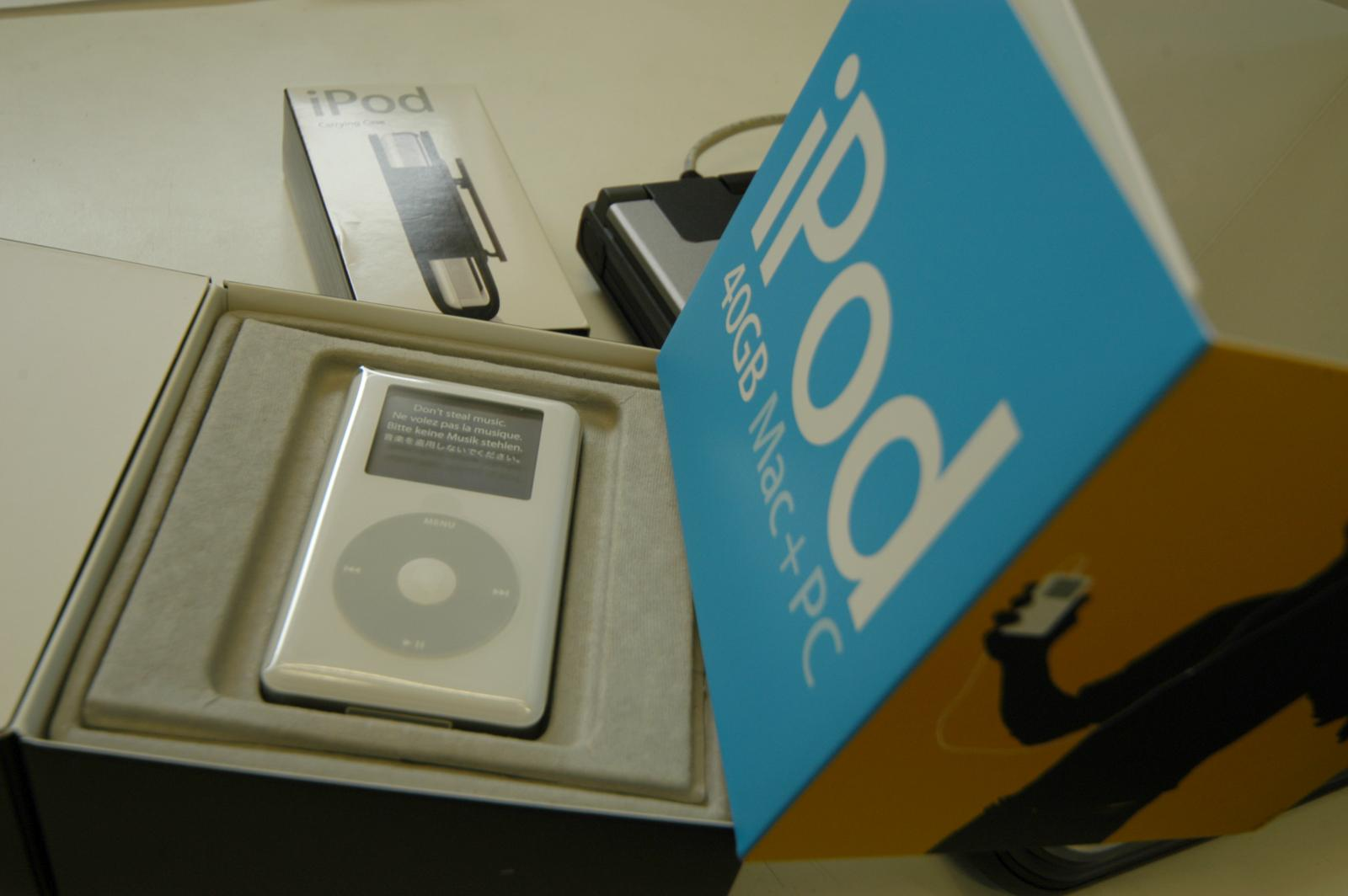
Confezione dell'iPod classic di quarta generazione.

L'iPod di quarta generazione è stato presentato e venduto a partire dal 19 luglio 2004.
La novità più importante rispetto alla versione precedente è l'inglobalzione dei tasti nella ghiera girevole, già presente sull'iPod mini. Venne ulteriormente ridotto lo spessore e il prezzo scese sia per il modello da 20 GB che per quello da 40 GB. L'autonomia dichiarata dal produttore passa da 8 ore a 12 ore.
Il 26 ottobre venne presentata un'edizione speciale, chiamata iPod U2 Special Edition.

### iPod photo
L'iPod photo (potremmo definirlo iPod 4,5 G) è una versione del lettore di musica digitale iPod dell'Apple dotato della capacità di riprodurre immagini e fornito di un display a colori per mostrare un'anteprima delle immagini memorizzate. L'iPod photo è dotato di un hard disk da 40 o 60 GB (a seconda del modello) e di un'uscita video-composita utilizzata per collegare il dispositivo a un televisore. La batteria è dotata di una capacità maggiore rispetto al modello standard. La batteria di maggior capacità consente all'iPod photo un'autonomia maggiore del modello base, infatti è in grado di riprodurre musica per 15 ore, a differenza del modello base che ha un'autonomia dichiarata di 12 ore. L'iPod photo pesa 8 grammi in più del modello base (da 40 GB) ed è 1,5 millimetri più spesso.
Il dispositivo utilizza, per la sincronizzazione della musica e delle immagini, iTunes. Su sistema operativo macOS, iTunes recupera le immagini da sincronizzare da iPhoto, mentre sul sistema operativo Microsoft Windows, le immagini vengono prelevate dalla cartella "Immagini" all'interno di "Documenti". Se è installato Adobe Photo Elements, iTunes è in grado di utilizzare la libreria del programma. iPod photo è in grado di riconoscere le immagini nei formati JPEG, BMP, GIF, TIFF e PNG. In caso di visualizzazione di immagini, il produttore dichiara 5 ore di autonomia. Il lettore non è però in grado di interfacciarsi direttamente alle macchine fotografiche digitali né di leggere le schede di memoria da queste utilizzate. Questa mancanza viene segnalata dagli utenti come la principale pecca del prodotto. Sebbene esistano prodotti che, collegandosi all'iPod, gli consentano di leggere le schede di memoria, questi prodotti vanno acquistati a parte.
Inizialmente, il lettore si chiamava iPod Photo, ma in seguito Apple decise di adeguarsi stilisticamente all'iPod mini e quindi rinominò il lettore iPod photo. Alla fine di giugno del 2005, Apple ha eliminato il vecchio iPod con lo schermo in scala di grigio e ha rinominato l'iPod photo semplicemente in iPod. C'è stato anche un taglio dei prezzi di circa 60 euro, portando il lettore a costare 319 euro. La stessa cosa è avvenuta per l'iPod U2, al quale è stato aggiunto lo schermo a colori ed un'autonomia maggiore (da 12 a 15 ore).

### iPod U2
L'iPod U2 è un'edizione speciale dell'iPod realizzato in collaborazione con la band irlandese U2. È di colore nero ed è dotato di una ghiera rossa. Nel lato posteriore vi sono le firme dei quattro componenti della band. Nella scatola è incluso un coupon da utilizzare sull'iTunes Music Store per acquistare a prezzo scontato un cofanetto contenente tutti i successi della band. Il prodotto è stato venduto a un prezzo maggiorato di 60 euro rispetto all'iPod classic normale; il valore del coupon contenuto è di 50 euro. L'acquisto di questa versione viene ritenuto conveniente per gli utenti fan degli U2 indirizzati all'acquisto cofanetto.

## Quinta generazione
L'iPod di quinta generazione, comunemente chiamato iPod video, è stato presentato il 12 ottobre 2005.
Il lettore andava a sostituire il precedente lettore iPod photo che aveva capacità minore, schermo più piccolo e con risoluzione inferiore. Aggiungeva inoltre la possibilità di visualizzare video, sia sullo schermo, sia sulla TV, mediante un cavo video venduto separatamente. I video dovevano avere uno specifico formato per poter essere riprodotti:

### iPod 5.5
Da settembre 2006, furono disponibili le evoluzioni dei due modelli video: l'iPod video da 30 GB, più sottile e l'iPod da 80 GB, che sostituì quello da 60 GB, senza variazioni nelle dimensioni.
Inoltre, sull'iTunes Store furono disponibili 14 giochi per iPod video con il software aggiornato alla versione 1.2. Questi giochi potevano essere acquistati e installati sull'iPod direttamente da iTunes 7.2.
È stato anche rivisto il display per dotarlo del 60% di luminosità in più rispetto al modello precedente. Inoltre è stata integrata la funzionalità di ricerca, che consentiva all'utente di cercare un brano all'interno dell'iPod scrivendo le lettere tramite la ghiera cliccabile. Infine erano di serie dei nuovi giochi, oltre ai tre già presenti nel modello precedente.
È l'ultima serie di iPod dotata del DAC Wolfson WM8758. In base a prove d'ascolto di diversi audiofili e a misurazioni elettriche sui parametri audio, è considerata maggiormente fedele rispetto al DAC Cirrus che equipaggia la generazione successiva.

### iPod U2
Come per la generazione precedente è stata creata un'edizione U2 per l'iPod di quinta generazione. Restano serigrafate le firme sul retro. Tuttavia manca lo sconto per l'iTunes Store per l'acquisto della raccolta "Complete U2". C'è un codice tuttavia che permette di scaricare un'esibizione video registrata a Chicago durante l'appena concluso Vertigo Tour.

## Sesta generazione
L'iPod di sesta generazione è stato presentato e venduto dal 5 settembre 2007.
Il 5 settembre 2007, tramite una conferenza al Moscone Center di San Francisco, Steve Jobs ha presentato, insieme agli iPod nano e shuffle di nuova generazione e al nuovo nato di casa Apple, l'iPod touch, la nuova generazione di iPod video, ribattezzata iPod classic.
Il modello entry level veniva presentato con un hard disk da 80 GB e con uno spessore ridotto rispetto alla precedente versione. È stata presentata inoltre una versione con hard disk da 160 GB, solo leggermente meno spessa rispetto alla precedente generazione di iPod video. È stato cambiato il chip audio con uno più economico peggiorando leggermente la qualità audio.
I prezzi ufficiali per il mercato europeo erano di 249 euro per il modello da 80 GB e di 349 euro per quello da 160 GB (poi diminuito a 247 euro). L'iPod classic, così come il nuovo iPod nano e l'iPod touch, presenta un'interfaccia completamente rinnovata e impreziosita dalla funzione Cover Flow, già vista all'opera su iPhone e iTunes.

### iPod classic 6.5
Il 9 settembre 2008, in un Apple Event straordinario denominato "Let's Rock", il CEO di Apple, Steve Jobs, annuncia l'uscita di scena dei precedenti modelli da 80 e 160 GB per far posto ad un unico modello di 120 GB (aggiornato l'anno successivo a 160 GB), con le stesse dimensioni del precedente 80 GB, disponibile nei colori Silver e nero. Nel nuovo iPod classic viene introdotta la funzionalità Genius, che permette di creare playlist casuali, il più possibile conformi al brano iniziale. Attualmente la funzionalità Genius non è presente sugli iPod classic precedenti da 80 e 160 GB. Il prezzo ufficiale dell'iPod da 120 GB per il mercato italiano era di € 200,00. Dal 9 settembre 2014, l'iPod classic non è più in vendita.